# اعصار تاریک یونان
اعصار تاریک یونان (انگلیسی: Greek Dark Ages) دوره‌ای از تاریخ یونان است که با پایان تمدن میسنی در حدود ۱۱۰۰ پیش از میلاد آغاز می‌شود و تا پیدایش اولین پولیس‌ها در حدود ۸۰۰ پیش از میلاد به اتمام می‌رسد.
با پایان رفتن عصر برنز در شرق مدیترانه، شهرها و کاخ‌های تمدن میسنی به‌تدریج نابود شدند. تمدن هیتی‌ها نیز به‌تدریج از بین رفت و شهرها از غزه تا تروآ نابود شدند. با از بین رفتن این تمدن‌ها، شهرها و شهرک‌های کوچک‌تر نیز گرفتار قحطی شدند و جمعیت آن‌ها کاهش یافت.
اینطور تصور می‌شود که در آن عصر ارتباط یونانی‌ها با قدرت‌های خارجی قطع و رشد فرهنگی و پیشرفت یونان بسیار کند شده بود. از یافته‌های به‌دست آمده در حفاری‌ها در منطقه لفکاندی در جزیره وابیه نشان می‌دهد که لینک‌های فرهنگی و تجاری با شرق تقریباً از قرن نهم پیش از میلاد توسعه یافت.